# Parafia św. Jana Chrzciciela w Chomiąży Szlacheckiej
Parafia Świętego Jana Chrzciciela w Chomiąży Szlacheckiej jest jedną z 11 parafii leżącą w granicach dekanatu żnińskiego. Erygowana w 1357 roku.

## Dokumenty
Księgi metrykalne: 
- ochrzczonych od 1945 roku
- małżeństw od 1945 roku
- zmarłych od 1945 roku